# ردوسل
ردوسل (به سوئدی: Rödåsel) یک منطقه مسکونی کوچک در منطقه شهری اومئو، سوئد است.
این منطقه حدود ۱۰۰ نفر جمعیت دارد و تا شهر اومئو ۳۸ کیلومتر فاصله دارد، همچنین مساحت آن ۰.۲۰ کیلومتر مربع است.

## نگارخانه

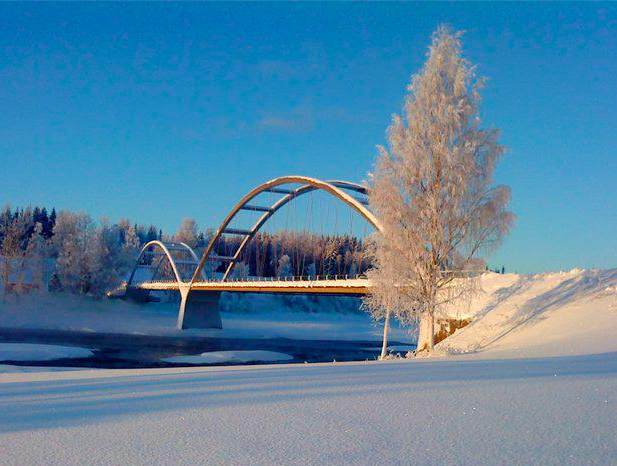
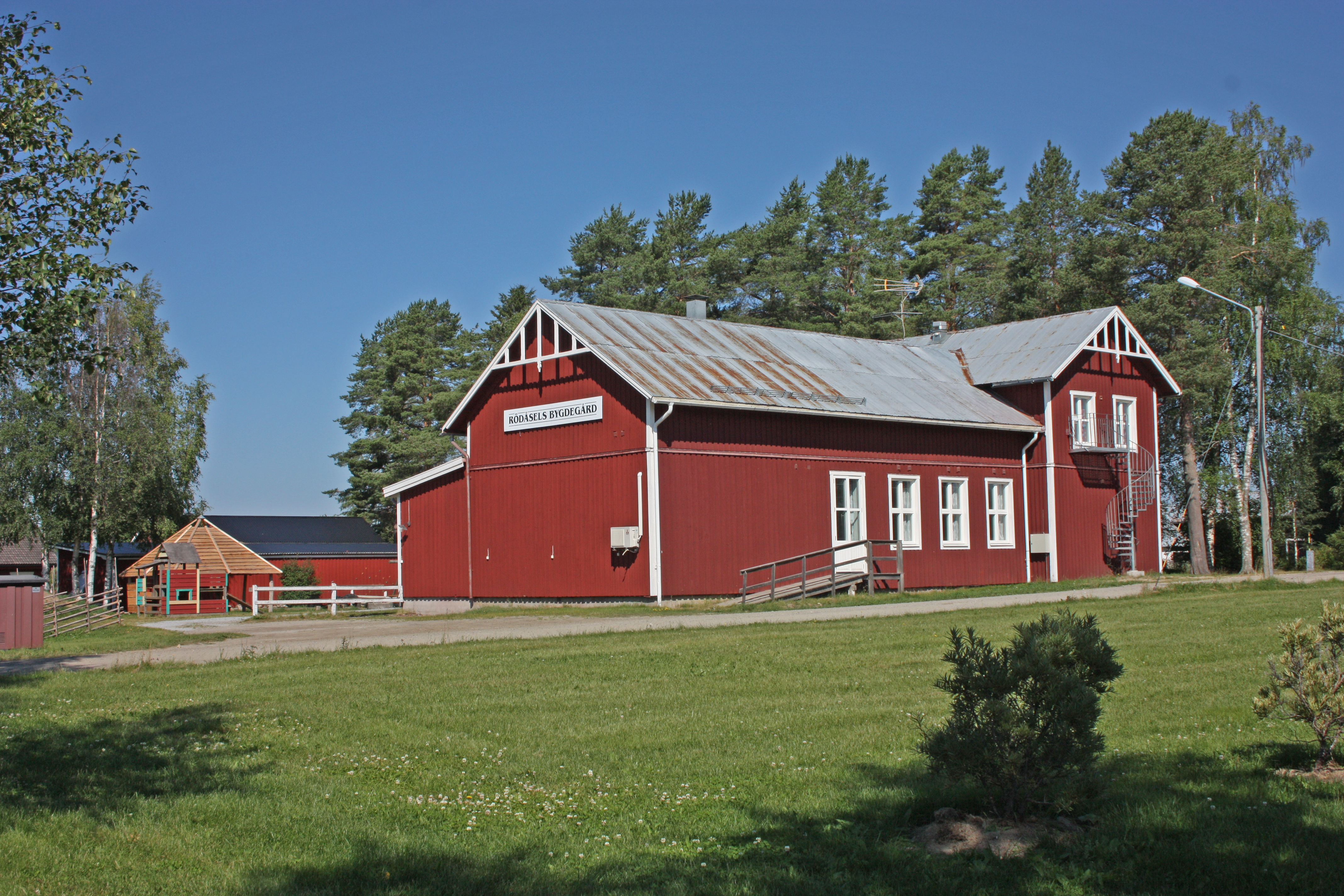